# Julius Herz
Julius Herz, ab 1887: Julius Herz Ritter von Hertenried (geb. 10. Mai 1825 in Bayreuth; gest. 11. August 1910 in Reichenau an der Rax) war ein deutsch-österreichischer Eisenbahningenieur. Unter seiner Leitung wurden von der Sankt Gallisch-Appenzellischen Eisenbahn die Bahnstrecken Rorschach–St. Gallen und St. Gallen–Winterthur in der Schweiz gebaut. Er gehörte zu den wenigen Juden, die geadelt wurden.

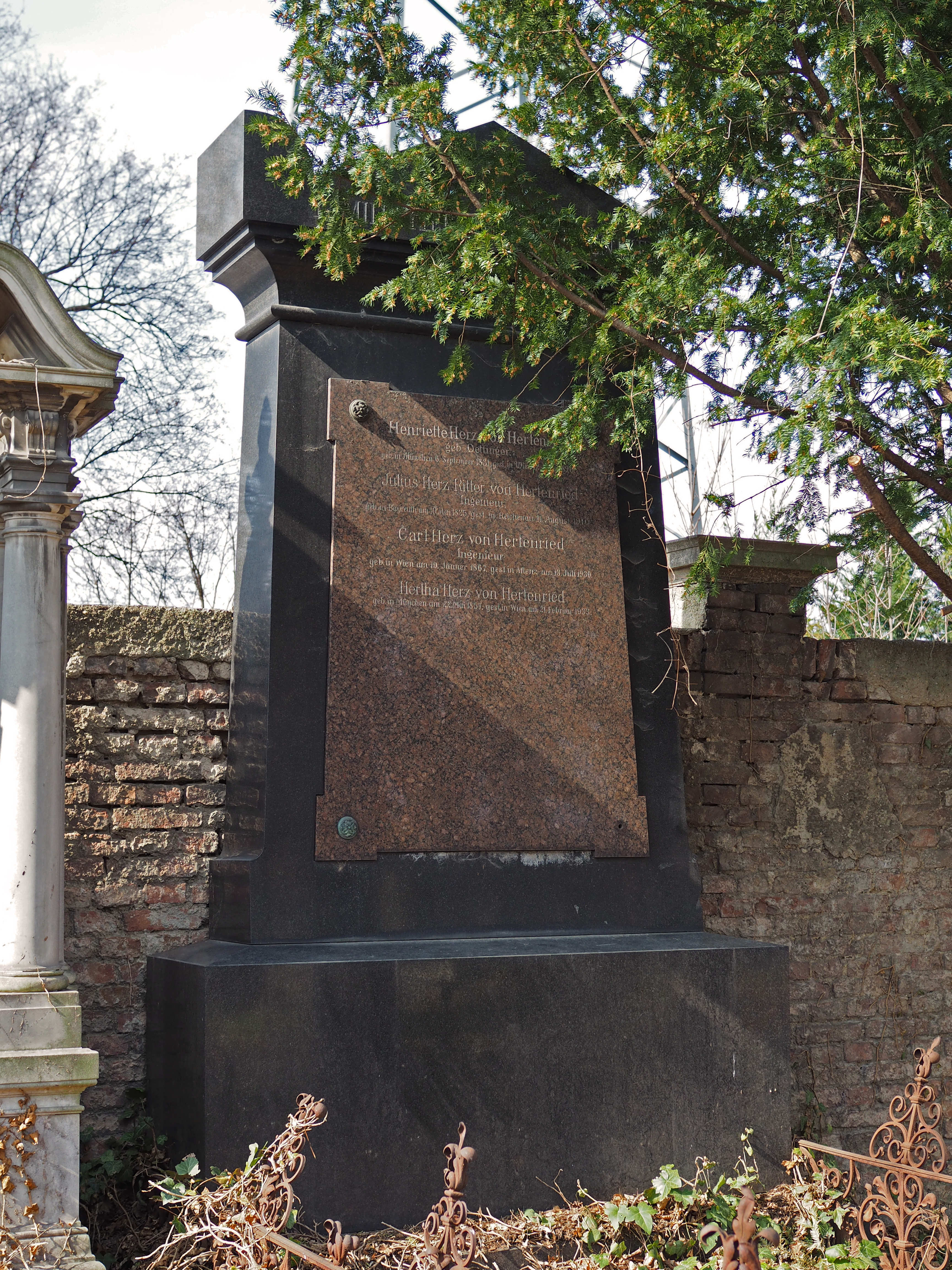
Grab von Julius Herz von Hertenried auf dem Wiener Zentralfriedhof

Julius Herz kam als eines von elf Kindern des jüdischen Kaufmanns Samson Herz (1784–1859) und dessen Frau Rosalia (geb. Rindskopf; 1775–1863) zur Welt. Einer seiner älteren Brüder war der Arzt und Professor Jakob Herz. Mit seiner Ehefrau Henriette (geb. Oettinger; 1833–1896), einer Arzttochter, die er 1853 in Augsburg heiratete, hatte Julius Herz die Kinder Carl, Hertha, Ida, Ludwig, Otto Jakob und Paul.
Nach ersten Schuljahren in seiner Heimatstadt besuchte er die Lateinschule in München und kehrte anschließend nach Bayreuth an die Kreis-Landwirtschafts- und Gewerbeschule zurück. Er entwickelte früh ein Interesse an technischen Fächern. Wieder in München besuchte Herz die Polytechnische Schule und ab 1843 die dortige Ingenieurschule, die er 1846 mit Erfolg abschloss. Ab November 1946 arbeitete er als technischer Gehilfe im Auftrag der Eisenbahnbaukommission Nürnberg. Seine Kontakte zur revolutionären Bewegung 1848/1849 führten zu einer Verurteilung zu drei Monaten Haft mit anschließender Freilassung gegen Kaution. 1850 arbeitete er in Nürnberg bei der königlichen Bauinspektion. Mehrfach ersuchte er um Wiederaufnahme in die Eisenbahnbaukommission und wurde schließlich im Januar 1851 als Ingenieurspraktikant bei der für den Bau der Ludwigs-Westbahn zuständigen Eisenbahnbausektion Würzburg eingestellt.
1853 ließ sich Herz aus dem bayerischen Dienst beurlauben, da ihm aus der Schweiz ein attraktives Angebot beim Eisenbahnbau unterbreitet wurde. Im September 1855 wurde er in Basel Leiter des technischen Büros der Centralbahn. Im Juni 1857 wechselte er nach Wien, wo er mehrere Eisenbahnstrecken plante und zudem technischer Consulent bei der Creditanstalt wurde.
1875 stellte Herz den offiziellen Antrag auf Ausbürgerung nach Österreich und leistete am 23. September jenes Jahres den österreichischen Untertaneneid. 1884 wurde er zum Präsidenten des Verwaltungsrats der Kaiser Ferdinands-Nordbahn ernannt. Am 2. April 1887 wurde er in den Adelsstand erhoben und trug ab dem 24. Mai 1887 den vererbbaren österreichisch-erbländischen Titel „Ritter von Hertenried“.
Zeit seines Lebens blieb er seiner Heimatstadt verbunden und zahlte Beiträge an die Bayreuther jüdische Gemeinde. Seine letzte Ruhestätte fand Julius Herz von Hertenried in der alten israelitischen Abteilung auf dem Wiener Zentralfriedhof. In seinem Testament stiftete er 12.000 Mark zugunsten Armer in Bayreuth ohne Ansehen deren Religion, dieser Betrag bildete die Grundlage für die Julius Herz von Hertenried’sche Wohltätigkeitsstiftung.
In seinem Geburtsort Bayreuth, wo er im Haus Kulmbacher Straße 7 zur Welt kam, wurde kurz nach seinem Tod noch im Jahr 1910 eine Straße nach ihm benannt. 1933 tilgten die Nationalsozialisten wegen seiner jüdischen Herkunft den Namen Herzstraße und benannten sie in Eduard-Bayerlein-Straße um. Nach dem Ende des „Dritten Reichs“ wurde die Umbenennung nicht rückgängig gemacht. Stattdessen wurde 1988 zu Ehren seines ebenfalls in der Stadt geborenen Bruders Jakob der Name Jakob-Herz-Straße vergeben.
Das Geburtshaus der Brüder Julius und Jakob Herz wurde nach 1974 abgerissen. Im September 2022 wurde bekannt, dass ein am Jüdischen Friedhof entlangführender, bisher namenloser Fuß- und Radweg in Bayreuth nach Julius Herz benannt werden soll.